# Tênis nos Jogos Olímpicos de Verão de 2024 - Duplas masculinas
O torneio de duplas masculinas do tênis nos Jogos Olímpicos de Verão de 2024 aconteceu de 27 de julho a 3 de agosto de 2024 no Stade Roland Garros, em Paris, França, com 64 tenistas (32 duplas) de 23 Comitês Olímpicos Nacionais.
Os australianos Matthew Ebden e John Peers derrotaram Austin Krajicek e Rajeev Ram dos Estados Unidos na final por 6–7(6–8), 7–6(7–1), [10–8] para ganhar a medalha de ouro nas duplas masculinas. Foi a primeira medalha de ouro olímpica da Austrália no tênis desde 1996. Ebden e Peers também foram a primeira dupla não-cabeça de chave a ganhar a medalha de ouro desde Fernando González e Nicolás Massú em 2004. Na disputa pela medalha de bronze, Taylor Fritz e Tommy Paul dos Estados Unidos derrotaram os tchecos Tomáš Macháč e Adam Pavlásek por 6–3, 6–4.
Nikola Mektić e Mate Pavić, da Croácia, eram os atuais campeões do evento em Tóquio 2020, mas perderam na primeira rodada para Dominik Koepfer e Jan-Lennard Struff, da Alemanha.
Este torneio marcou a última aparição profissional do ex-número 1 do mundo de simples, duas vezes medalhista de ouro em simples e três vezes campeão de Grand Slam, Andy Murray, da Grã-Bretanha. Ao lado de Dan Evans, ele perdeu nas quartas de final para Fritz e Paul.

## Qualificação
Cada Comitê Olímpico Nacional (CON) poderia inscrever até duas duplas (quatro tenistas) no torneio. A qualificação para as duplas masculinas se deu principalmente por meio do ranking da ATP. Existiam 32 vagas disponíveis para as duplas masculinas.

## Formato
A competição é um torneio de eliminação única com uma disputa pela medalha de bronze. As partidas são em melhor de três sets. O desempate é disputado nos dois primeiros sets, chegando a 6–6, enquanto o terceiro set é um desempate único até que uma equipe marque dez pontos, com dois pontos de vantagem.

## Calendário
Horário local (UTC+2)
| Data                | Horário | Fase                |
| ------------------- | ------- | ------------------- |
| 27 de julho de 2024 | 12:00   | Primeira rodada     |
| 28 de julho de 2024 | 12:00   | Primeira rodada     |
| 29 de julho de 2024 | 12:00   | Oitavas de final    |
| 30 de julho de 2024 | 12:00   | Quartas de final    |
| 31 de julho de 2024 | 12:00   | Semifinal           |
| 2 de agosto de 2024 | 12:00   | Disputa pelo bronze |
| 3 de agosto de 2024 | 12:00   | Final               |

## Medalhistas
| Ouro   | AUS Matthew Ebden e John Peers   |
| Prata  | USA Taylor Fritz e Tommy Paul    |
| Bronze | USA Austin Krajicek e Rajeev Ram |

## Cabeças de chave
Os cabeças de chaves foram divulgados em 23 de julho de 2024.
01.   ITA Simone Bolelli / ITA Andrea Vavassori (primeira rodada)
02.   GER Kevin Krawietz / GER Tim Pütz (quartas)
03.   USA Taylor Fritz / USA Tommy Paul (semifinal, medalha de bronze)
04.   USA Austin Krajicek / USA Rajeev Ram (final, medalha de prata)
05.   GBR Joe Salisbury / GBR Neal Skupski (primeira rodada)
06.   ARG Máximo González / ARG Andrés Molteni (primeira rodada)
07.   CRO Nikola Mektić / CRO Mate Pavić(primeira rodada)
08.   FRA Arthur Fils / FRA Ugo Humbert (primeira rodada)

## Resultados
O sorteio das chaves foi realizado em 25 de julho de 2024. A competição foi realizada ao longo de sete dias até a definição das medalhistas.

### Legenda
| - Q = Qualifier - WC = Wild Card (convidado/a) - LL = Lucky Loser | - Alt = Alternate - SE = Special Exempt - PR = Protected Ranking (ranking protegido) | - w/o ou w.o. = Walkover (não compareceu) - r ou ab. = Retired (abandonou) - d = Defaulted (desclassificado) |

### Fase final
|  | Semifinal | Semifinal                          | Semifinal                          | Semifinal | Semifinal |     |                                    | Final                           | Final                              | Final               | Final               | Final               |
|  |           |                                    |                                    |           |           |     |                                    |                                 |                                    |                     |                     |                     |
|  |           | AUS Matthew Ebden AUS John Peers   | 7                                  | 6         |           |     |                                    |                                 |                                    |                     |                     |                     |
|  | 3         | USA Taylor Fritz USA Tommy Paul    | 5                                  | 2         |           |     |                                    |                                 |                                    |                     |                     |                     |
|  | 3         | USA Taylor Fritz USA Tommy Paul    | 5                                  | 2         |           |     | AUS Matthew Ebden AUS John Peers   | 6                               | 7                                  | [10]                |                     |                     |
|  |           |                                    |                                    |           |           |     | AUS Matthew Ebden AUS John Peers   | 6                               | 7                                  | [10]                |                     |                     |
|  |           | 4                                  | USA Austin Krajicek USA Rajeev Ram | 78        | 61        | [8] |                                    |                                 |                                    |                     |                     |                     |
|  | 4         | 4                                  | USA Austin Krajicek USA Rajeev Ram | 78        | 61        | [8] | USA Austin Krajicek USA Rajeev Ram | 6                               | 6                                  |                     |                     |                     |
|  | 4         |                                    |                                    |           |           |     | USA Austin Krajicek USA Rajeev Ram | 6                               | 6                                  |                     |                     |                     |
|  |           | CZE Tomáš Macháč CZE Adam Pavlásek | 2                                  | 2         |           |     |                                    | Disputa pelo bronze             | Disputa pelo bronze                | Disputa pelo bronze | Disputa pelo bronze | Disputa pelo bronze |
|  |           |                                    |                                    |           |           |     | 3                                  | USA Taylor Fritz USA Tommy Paul | 6                                  | 6                   |                     |                     |
|  |           |                                    |                                    |           |           |     |                                    |                                 | CZE Tomáš Macháč CZE Adam Pavlásek | 3                   | 4                   |                     |

### Chave superior
| Primeira rodada | Primeira rodada                      | Primeira rodada | Primeira rodada | Primeira rodada |  |  | Segunda rodada               | Segunda rodada                       | Segunda rodada | Segunda rodada | Segunda rodada |  |  | Oitavas de final | Oitavas de final             | Oitavas de final | Oitavas de final | Oitavas de final |  |  | Quartas de final | Quartas de final        | Quartas de final | Quartas de final | Quartas de final |
|                 |                                      |                 |                 |                 |  |  |                              |                                      |                |                |                |  |  |                  |                              |                  |                  |                  |  |  |                  |                         |                  |                  |                  |
| 1               | ITA S Bolelli ITA A Vavassori        | 6               | 65              | [7]             |  |  |                              |                                      |                |                |                |  |  |                  |                              |                  |                  |                  |  |  |                  |                         |                  |                  |                  |
| PR              | ESP P Carreño Busta ESP M Granollers | 2               | 7               | [10]            |  |  | PR                           | ESP P Carreño Busta ESP M Granollers | 2              | 5              |                |  |  |                  |                              |                  |                  |                  |  |  |                  |                         |                  |                  |                  |
|                 | LBN H Habib LBN B Hassan             | 65              | 2               |                 |  |  | AUS M Ebden AUS J Peers      | 6                                    | 7              |                |                |  |  |                  |                              |                  |                  |                  |  |  |                  |                         |                  |                  |                  |
|                 | AUS M Ebden AUS J Peers              | 7               | 6               |                 |  |  |                              |                                      |                |                |                |  |  |                  | AUS M Ebden AUS J Peers      | 7                | 7                |                  |  |  |                  |                         |                  |                  |                  |
|                 | GRE S Tsitsipas GRE P Tsitsipas      | 6               | 3               | [10]            |  |  |                              |                                      |                |                |                |  |  |                  | GER D Koepfer GER J-L Struff | 62               | 64               |                  |  |  |                  |                         |                  |                  |                  |
|                 | POR N Borges POR F Cabral            | 3               | 6               | [12]            |  |  |                              | POR N Borges POR F Cabral            | 2              | 2              |                |  |  |                  |                              |                  |                  |                  |  |  |                  |                         |                  |                  |                  |
|                 | GER D Koepfer GER J-L Struff         | 6               | 65              | [10]            |  |  | GER D Koepfer GER J-L Struff | 6                                    | 6              |                |                |  |  |                  |                              |                  |                  |                  |  |  |                  |                         |                  |                  |                  |
| 7               | CRO N Mektić CRO M Pavić             | 3               | 7               | [5]             |  |  |                              |                                      |                |                |                |  |  |                  |                              |                  |                  |                  |  |  |                  | AUS M Ebden AUS J Peers | 7                | 6                |                  |
| 3               | USA T Fritz USA T Paul               | 716             | 6               |                 |  |  |                              |                                      |                |                |                |  |  |                  |                              |                  |                  |                  |  |  | 3                | USA T Fritz USA T Paul  | 5                | 2                |                  |
| PR              | CAN F Auger-Aliassime CAN M Raonic   | 614             | 4               |                 |  |  | 3                            | USA T Fritz USA T Paul               | 6              | 6              |                |  |  |                  |                              |                  |                  |                  |  |  |                  |                         |                  |                  |                  |
|                 | NED R Haase NED J-J Rojer            | 7               | 7               |                 |  |  | NED R Haase NED J-J Rojer    | 3                                    | 4              |                |                |  |  |                  |                              |                  |                  |                  |  |  |                  |                         |                  |                  |                  |
| Alt             | ARG T Etcheverry ARG M Navone        | 63              | 64              |                 |  |  |                              |                                      |                |                |                |  |  | 3                | USA T Fritz USA T Paul       | 6                | 6                |                  |  |  |                  |                         |                  |                  |                  |
| Alt             | JPN T Daniel JPN K Nishikori         | 6               | 65              | [9]             |  |  |                              |                                      |                |                |                |  |  |                  | GBR D Evans GBR A Murray     | 2                | 4                |                  |  |  |                  |                         |                  |                  |                  |
|                 | GBR D Evans GBR A Murray             | 2               | 7               | [11]            |  |  |                              | GBR D Evans GBR A Murray             | 6              | 68             | [11]           |  |  |                  |                              |                  |                  |                  |  |  |                  |                         |                  |                  |                  |
|                 | BEL S Gillé BEL J Vliegen            | 7               | 6               |                 |  |  | BEL S Gillé BEL J Vliegen    | 3                                    | 710            | [9]            |                |  |  |                  |                              |                  |                  |                  |  |  |                  |                         |                  |                  |                  |
| 8               | FRA A Fils FRA U Humbert             | 5               | 4               |                 |  |  |                              |                                      |                |                |                |  |  |                  |                              |                  |                  |                  |  |  |                  |                         |                  |                  |                  |

### Chave inferior
| Primeira rodada | Primeira rodada                    | Primeira rodada | Primeira rodada | Primeira rodada |  |   | Segunda rodada                 | Segunda rodada                     | Segunda rodada | Segunda rodada | Segunda rodada |  |  | Oitavas de final | Oitavas de final            | Oitavas de final | Oitavas de final | Oitavas de final |  |  | Quartas de final | Quartas de final            | Quartas de final | Quartas de final | Quartas de final |
|                 |                                    |                 |                 |                 |  |   |                                |                                    |                |                |                |  |  |                  |                             |                  |                  |                  |  |  |                  |                             |                  |                  |                  |
| 6               | ARG M González ARG A Molteni       | 64              | 4               |                 |  |   |                                |                                    |                |                |                |  |  |                  |                             |                  |                  |                  |  |  |                  |                             |                  |                  |                  |
| PR              | ESP C Alcaraz ESP R Nadal          | 7               | 6               |                 |  |   | PR                             | ESP C Alcaraz ESP R Nadal          | 6              | 62             | [10]           |  |  |                  |                             |                  |                  |                  |  |  |                  |                             |                  |                  |                  |
|                 | NED T Griekspoor NED W Koolhof     | 6               | 6               |                 |  |   | NED T Griekspoor NED W Koolhof | 4                                  | 7              | [2]            |                |  |  |                  |                             |                  |                  |                  |  |  |                  |                             |                  |                  |                  |
|                 | HUN M Fucsovics HUN F Marozsán     | 2               | 3               |                 |  |   |                                |                                    |                |                |                |  |  | PR               | ESP C Alcaraz ESP R Nadal   | 2                | 4                |                  |  |  |                  |                             |                  |                  |                  |
|                 | BRA T Monteiro BRA T Seyboth Wild  | 6               | 6               |                 |  |   |                                |                                    |                |                |                |  |  | 4                | USA A Krajicek USA R Ram    | 6                | 6                |                  |  |  |                  |                             |                  |                  |                  |
|                 | KAZ A Bublik KAZ A Nedovyesov      | 4               | 4               |                 |  |   |                                | BRA T Monteiro BRA T Seyboth Wild  | 4              | 63             |                |  |  |                  |                             |                  |                  |                  |  |  |                  |                             |                  |                  |                  |
|                 | AUS A de Minaur AUS A Popyrin      | 2               | 3               |                 |  | 4 | USA A Krajicek USA R Ram       | 6                                  | 7              |                |                |  |  |                  |                             |                  |                  |                  |  |  |                  |                             |                  |                  |                  |
| 4               | USA A Krajicek USA R Ram           | 6               | 6               |                 |  |   |                                |                                    |                |                |                |  |  |                  |                             |                  |                  |                  |  |  | 4                | USA A Krajicek USA R Ram    | 6                | 6                |                  |
| 5               | GBR J Salisbury GBR N Skupski      | 6               | 3               | [8]             |  |   |                                |                                    |                |                |                |  |  |                  |                             |                  |                  |                  |  |  |                  | CZE T Macháč CZE A Pavlásek | 2                | 2                |                  |
|                 | CZE T Macháč CZE A Pavlásek        | 4               | 6               | [10]            |  |   |                                | CZE T Macháč CZE A Pavlásek        | 5              | 78             | [10]           |  |  |                  |                             |                  |                  |                  |  |  |                  |                             |                  |                  |                  |
|                 | ITA L Darderi ITA L Musetti        | 3               | 7               | [5]             |  |   | CHI N Jarry CHI A Tabilo       | 7                                  | 6              | [4]            |                |  |  |                  |                             |                  |                  |                  |  |  |                  |                             |                  |                  |                  |
|                 | CHI N Jarry CHI A Tabilo           | 6               | 65              | [10]            |  |   |                                |                                    |                |                |                |  |  |                  | CZE T Macháč CZE A Pavlásek | 3                | 6                | [10]             |  |  |                  |                             |                  |                  |                  |
|                 | IND S Balaji IND R Bopanna         | 5               | 2               |                 |  |   |                                |                                    |                |                |                |  |  | 2                | GER K Krawietz GER T Pütz   | 6                | 1                | [5]              |  |  |                  |                             |                  |                  |                  |
| Alt             | FRA G Monfils FRA É Roger-Vasselin | 7               | 6               |                 |  |   | Alt                            | FRA G Monfils FRA É Roger-Vasselin | 3              | 1              |                |  |  |                  |                             |                  |                  |                  |  |  |                  |                             |                  |                  |                  |
|                 | AIN D Medvedev AIN R Safiullin     | 4               | 4               |                 |  | 2 | GER K Krawietz GER T Pütz      | 6                                  | 6              |                |                |  |  |                  |                             |                  |                  |                  |  |  |                  |                             |                  |                  |                  |
| 2               | GER K Krawietz GER T Pütz          | 6               | 6               |                 |  |   |                                |                                    |                |                |                |  |  |                  |                             |                  |                  |                  |  |  |                  |                             |                  |                  |                  |